# 暗渠集電方式

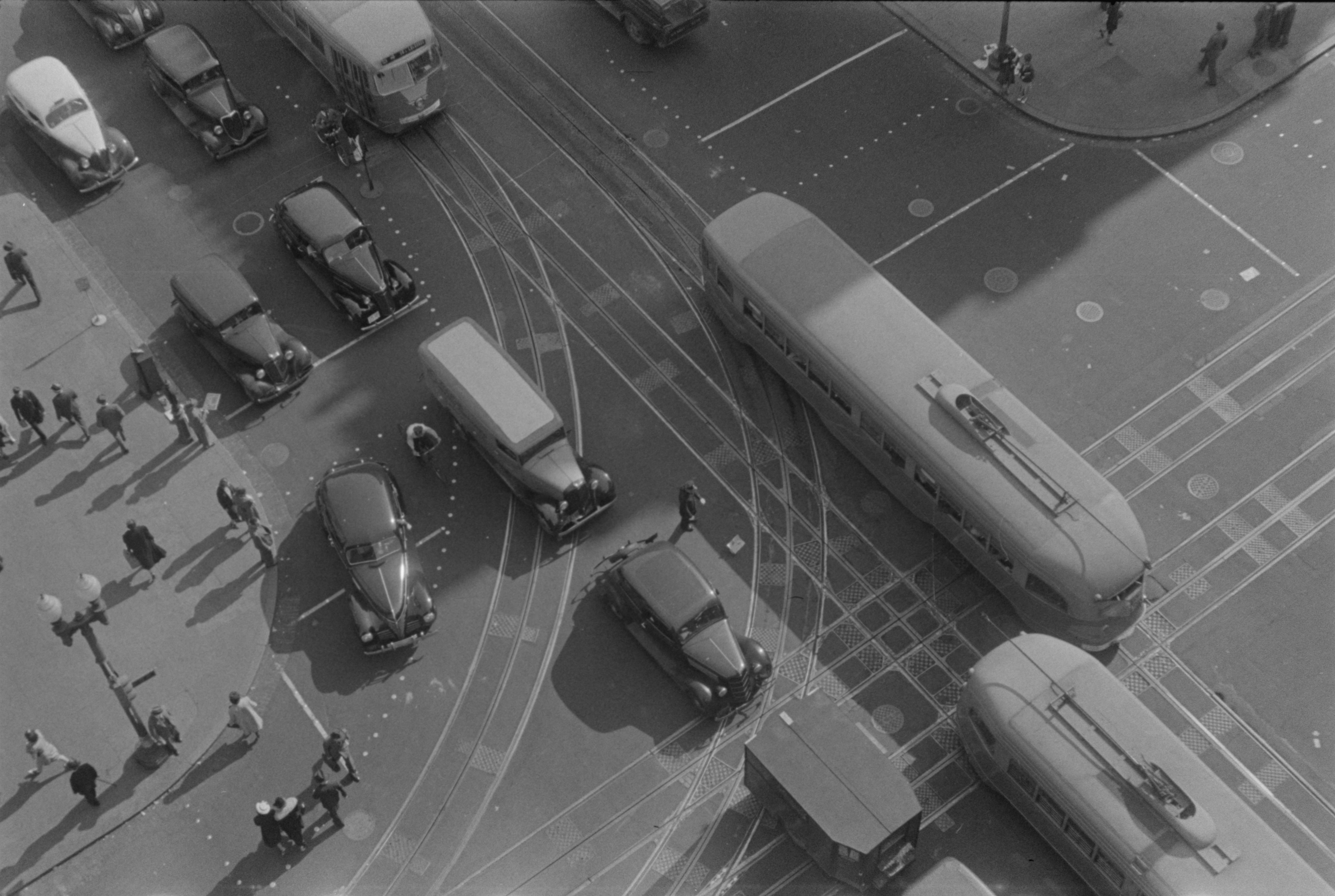
暗渠集電方式で走行していたワシントンD.C.の路面電車（1939年撮影）

暗渠集電方式(あんきょしゅうでんほうしき Conduit current collection)または地中第三軌条方式(ちちゅうだいさんきじょうほうしき)とは路面電車の地表集電方式の一種。

## 概要

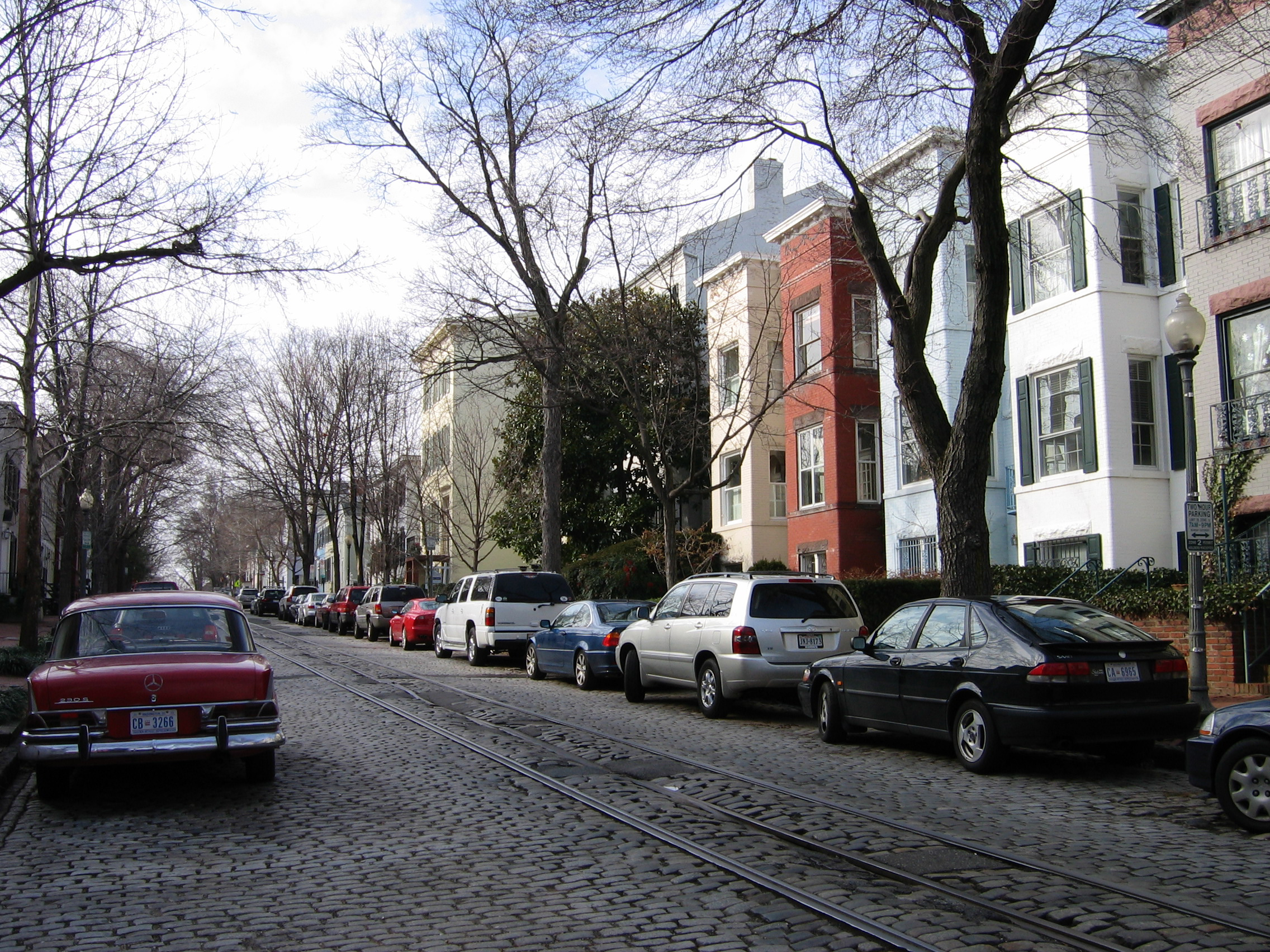
軌道と集電用の「スロット」（軌道中央部）が残るジョージタウン (ワシントンD.C.)の街路

架線給電とは異なり、景観を損ねないので主に都市部で使用されてきた。給電用の第三軌条を地中に埋め込んだ方式で路面中央に幅・深さ60cmくらいの暗渠を掘り、内部に第三軌条を設置して敷石で蓋をする構造でロンドンやワシントンDC、マンハッタン島、ボルドー等の都市で使用された。設備の点検、補修に手間がかかり、平野部では雨天時の排水が流れ込むため排水設備が必須で次第に架線方式に置き換わった。